# 木村多江
木村 多江（きむら たえ、1971年〈昭和46年〉3月16日 - ）は、日本の女優。東京都出身。融合事務所所属。

## 略歴
2歳半までシンガポールに在住した。白百合学園高等学校、昭和音楽芸術学院ミュージカル科を卒業した。在学中から『美少女戦士セーラームーン』に出演するなど舞台女優として活動する。23歳で現事務所に所属するまでフリーランスで19歳から活動した。21歳で父親が急逝して、パン屋、ホテル、レストラン、コーヒーショップ、知育研究所などアルバイトを3か所掛け持ちで家計を支え、20代後半は睡眠時間は1 - 2時間であった。
2005年6月に広告代理店電通の社員と結婚し、2007年8月に妊娠を発表した。体調などを考慮して『大奥』を降板し、主演ドラマ『上海タイフーン』は制作途中で無期延期となる。2008年2月23日に第1子（長女）を出産する。出産後初の公の場となった初主演映画『ぐるりのこと。』のプレミア試写会や、『上海タイフーン』の製作発表会見時に自らの妊娠による製作延期に触れ、謝罪した。
『ぐるりのこと。』で日本アカデミー賞最優秀主演女優賞、ブルーリボン賞主演女優賞、高崎映画祭で最優秀主演女優賞を受賞する。2010年の日本アカデミー賞の司会を関根勤とともに務めた。
2010年にCNNの「まだ世界的に名前は売れていないが、演技力のある日本の俳優7人」に選ばれた。
2017年10月5日放送開始の『ブラックリベンジ』で、民放連続ドラマに初主演する。

## 人物
父は液化天然ガスの備蓄設備建設を担当した会社員で、20代で建国間もないシンガポールの初代駐在所長として赴任し、49歳で他界する。
夫は砲丸投げ経験者で、木村が出演するコマーシャルを担当して知り合う。
特技はバレエ、日本舞踊（師範）、野菜ソムリエ。
1999年のドラマ『リング〜最終章〜』と『らせん』での山村貞子役で注目され、以降『救命病棟24時』で山城紗江子や『白い巨塔』で林田加奈子などを演じ、『カレ、夫、男友達』『ゼロの焦点』などに出演する。役柄から「薄幸女性がよく似合う」「日本一不幸役が板につく女優」などと称され、他の同世代女優とは異なる唯一無二のポジションを確立する。これについて本人は「毎回苦しい」と語る。
30歳の時に連続テレビドラマで多忙な最中、4日間の断食プログラムに参加した。終了後に病院から「硬いものと油もの（ピーナッツ）等は当面控えてください。」と指示されたが、回復食としてピーナッツを食して過度な腹部膨満となり、救急車で搬送された。『救命病棟24時』を監修した医師が診察に当たり、役名の「山城紗江子」で問診されたことが後刻ドラマ関係者らに伝わる。

## 出演
太字は主演。

### テレビドラマ

#### NHK
- 大河ドラマ (NHK) 
  - 北条時宗（2001年） - 享子（北条実時の正室）役
  - 新選組!（2004年） - お富（ヒュースケンの恋人）役
  - 功名が辻（2006年） - とも（千代の母）役
  - 平清盛（2012年） - 仏御前 役
  - どうする家康（2023年） - 鍋 役[24]
- 連続テレビ小説（NHK）
  - 純情きらり（2006年） - 若山百合子 役
  - とと姉ちゃん（2016年） - 小橋君子 役[25]
- 怪奇大作戦 セカンドファイル 第3話（2007年4月16日、NHK-BShi） - 黒崎楓 役
- 上海タイフーン（2008年9月 - 10月、NHK） - 野村美鈴 役
- チェイス〜国税査察官〜（2010年4月 - 5月、NHK） - 春馬雪恵 役
- カレ、夫、男友達（2011年11月 - 12月、NHK） - 犬山麻子 役
  - ストロベリーナイト 第7・8話「悪しき実」（2012年2月21日・28日） - 春川美津代 役
- 恋愛検定 第4話（2012年6月24日、NHK BSプレミアム） - 沢田ゆかり 役
- 償い（2012年11月 - 12月、NHK BSプレミアム） - 長沢美和子 役
- 珈琲屋の人々（2014年4月 - 5月、NHK BSプレミアム） - 柏木冬子 役
- ひとつ星の恋〜天才漫才師 横山やすしと妻〜（2014年11月23日・30日、NHK BSプレミアム） - 妻・木村啓子 役
- ボクの妻と結婚してください。（2015年5月 - 6月、NHK BSプレミアム） - 三村彩子 役[26]
- 4号警備（2017年4月8日 - 5月20日、NHK総合） - 本田薫 役[27]
- お父さんと私の“シベリア抑留”-『凍りの掌』が描く戦争-（2019年8月10日 - 、NHK BSプレミアム） - 主演・おざわゆき 役[28]
- よるドラ 阿佐ヶ谷姉妹の のほほんふたり暮らし（2021年11月8日 - 12月20日 、NHK総合） - 渡辺江里子 役（安藤玉恵とダブル主演）[29]
- しずかちゃんとパパ（2022年3月13日 - 5月1日、NHK BSプレミアム） - 鈴間さくら 役
- 一橋桐子の犯罪日記（2022年10月8日 - 11月5日、NHK総合） - 斉藤薫子 役
- 昔はおれと同い年だった田中さんとの友情（2024年8月15日、NHK総合） - 小沢尚美 役[30]

#### 日本テレビ
- 聖龍伝説（1996年10月 - 12月、日本テレビ） - 高柳先生 役
- D×D 第5話（1997年8月2日、日本テレビ）
- 沈まない骨（2003年3月8日、日本テレビ）
- ホタルノヒカリ2（2010年7月 - 9月、日本テレビ） - 浅田小夏 役
- 愛を乞うひと（2017年1月11日、読売テレビ・日本テレビ） - 許はつ 役[31]
- ブラックリベンジ（2017年10月5日 - 12月8日、読売テレビ・日本テレビ） - 今宮沙織 役[32]
- あなたの番です（2019年4月14日 - 9月8日、日本テレビ） - 榎本早苗 役[33]
  - 劇場版公開記念!「あなたの番です」完全新撮スペシャル!（2021年12月10日、日本テレビ） - 榎本早苗 役
- 真犯人フラグ 特別編（2021年12月26日、日本テレビ） - 榎本早苗 役[34]
- ノンレムの窓 2022・秋「パスワードが知りたい」（2022年10月9日、日本テレビ） - 野村由紀子 役[35][36]
- THE MYSTERY DAY〜有名人連続失踪事件の謎を追え〜（2023年10月7日、日本テレビ） - 宮原梓 役[37]
- 厨房のありす（2024年1月21日 - 3月24日、日本テレビ） - 五條蒔子 役[38][39]

#### テレビ朝日
- 炎の消防隊（1996年4月 - 6月、テレビ朝日）
- はみだし刑事情熱系 第21話「妻よ!!涙の大捜査」（1997年3月19日、テレビ朝日） - 大下陽子 役
- いとしの未来ちゃん 第6話「おしゃれ泥棒 HOW TO STEAL A MILLION」（1997年5月17日、テレビ朝日）
- 相棒 2ndシーズン 第14話「氷女」（2004年1月28日、テレビ朝日） - 山中貴和子 役
- 雨と夢のあとに（2005年4月 - 6月、テレビ朝日） - 小柳暁子 役
- 祇園囃子（2005年9月24日、テレビ朝日） - 原田玲央 役
- 終りに見た街（2005年12月3日、テレビ朝日） - 清水紀子 役
- 愛と死をみつめて（2006年3月18日・19日、テレビ朝日） - 重光英子 役（友情出演）
- てるてるあした（2006年4月 - 6月、テレビ朝日） - 水野サヤ 役
- 家族〜妻の不在・夫の存在〜（2006年10月 - 12月、朝日放送・テレビ朝日） - 古葉詩織 役
- 刑事一代 平塚八兵衛の昭和事件史（2009年6月20日・21日、テレビ朝日） - 平沢咲子 役
- 告発〜国選弁護人 第1・2話（2011年1月13日・20日、テレビ朝日） - 赤堀波子 役
- 就活家族〜きっと、うまくいく〜（2017年1月12日 - 3月9日、テレビ朝日） - 川村優子 役[40]
- ドラマスペシャル 松本清張 鬼畜（2017年12月14日、テレビ朝日） - 山田菊代 役[41]
- 24 JAPAN（2020年10月9日 - 2021年3月26日、 テレビ朝日） - 獅堂六花 役[42]
- 青島くんはいじわる（2024年7月6日 - 9月14日、テレビ朝日） - 坂本久美 役[43]

#### TBSテレビ
- それは、突然、嵐のように…（2004年1月 - 3月、TBS） - 上島ゆきえ 役
- ホームドラマ!（2004年4月 - 6月、TBS） - 秋庭香・浜田桃子（2役） 役
- 獄窓記（2005年4月20日、TBS） - 記者・稲本 役
- MR.BRAIN 第4話・第5話（2009年6月13日・20日、TBS） - 中川純 役
- JNN50周年記念ドラマ『天国で君に逢えたら』（2009年9月24日、TBS） - 飯塚リサ 役
- LADY〜最後の犯罪プロファイル〜（2011年1月 - 3月、TBS） - 結城晶 役
- 南極大陸（2011年10月 - 12月、TBS） - 古館綾子 役
- 3夜連続スペシャルドラマ・ブラックボード〜時代と戦った教師たち〜 第2夜（2012年4月6日、TBS） - 後藤のり子 役
- 秋のドラマ特別企画・命〜天国のママへ〜（2013年11月11日、TBS） - 友永葉摘 役
- おやじの背中 第3話（2014年7月27日、TBS） - 武田エリ 役
- まっしろ（2015年1月 - 3月、TBS） - 田野島心 役[44]
- あなたには帰る家がある（2018年4月 - 6月、TBS） - 茄子田綾子 役[45]
- スペシャルドラマ それでも恋する（2018年10月6日、CBC・TBS） - 氏原志保 役[46]
- ラストマン-全盲の捜査官- 第7話・第8話・最終話（2023年6月4日・11日・25日、TBS） - デボラジーン・ホンゴウ 役[47]
- マイホームヒーロー（2023年10月25日 - 12月20日、MBS・TBS） - 鳥栖歌仙 役[48]
- まどか26歳、研修医やってます!（2025年1月14日 - 3月18日、TBS） - 手塚冴子 役[49]

#### テレビ東京
- 刑事追う!（1996年4月 - 9月、テレビ東京）
- 散歩の日々（1998年9月28日、テレビ東京）
- あまんじゃく（2018年9月24日、テレビ東京） - 梶睦子 役[50]

#### フジテレビ
- TOKYO23区の女（1996年4月 - 9月、フジテレビ）
- 将太の寿司（1996年4月 - 9月、フジテレビ）
- 世にも奇妙な物語 「女は死んでいない」（1997年10月6日、フジテレビ） - 女子行員 役
- 立入禁止!STAFF ONLY（stage6）真夜中のレッスン（1997年11月17日、フジテレビ）
- Days（1998年1月 - 3月、フジテレビ）
- GTO（1998年7月 - 9月、関西テレビ・フジテレビ） - 夏目みゆき 役
  - GTO ドラマスペシャル（1999年6月29日）
- リング〜最終章〜（1999年1月 - 3月、フジテレビ） - 山村志津子 / 山村貞子（2役） 役[51]
- らせん（1999年7月 - 9月、フジテレビ） - 山村貞子 役
- 氷の世界（1999年10月 - 12月、フジテレビ） - 池永苑恵
- らぶ・ちゃっと 第8話（2000年6月26日、フジテレビ）
- 神様のいたずら（2000年10月 - 12月、関西テレビ・フジテレビ） - 田代薫 役
- カバチタレ! 第1話（2001年1月11日、フジテレビ） - 温泉宿の女 役
- 女子アナ。（2001年1月 - 3月、フジテレビ） - 井手紀子 役
- 新・お水の花道（2001年4月 - 6月、フジテレビ） - 小島 役
- 救命病棟24時 第2期（2001年7月 - 9月、フジテレビ） - 山城紗江子 役
  - 救命病棟24時 新春スペシャル（2002年1月1日）
  - 救命病棟24時 第4期（2009年7月 - 9月）
  - 救命病棟24時〜2010スペシャル〜（2010年1月3日）
- 水曜日の情事（2001年10月 - 12月、フジテレビ） - 小暮志麻子 役
- ビッグマネー!〜浮世の沙汰は株しだい〜（2002年4月 - 6月、フジテレビ） - 響子 役
- FNS27時間テレビ みんなのうた内ドラマ『東京物語』（2002年7月6日、フジテレビ） - ホステス 役（友情出演）
- 恋愛偏差値〈第一章〉燃えつきるまで（2002年7月、フジテレビ） - 砂川真樹子 役
- 怪談百物語 第11話「牡丹燈籠」（2002年12月3日、フジテレビ）
- ショムニ FOREVER（2003年1月1日、フジテレビ） - 織部の妻 役
- いつもふたりで（2003年1月 - 3月、フジテレビ） - 青木依子 役
- 顔 第7・8話（2003年5月27日・6月3日、フジテレビ） - 三浦茜 役
- 大奥（2003年6月 - 8月、フジテレビ） - 初島 役
  - 大奥スペシャル〜幕末の女たち〜（2004年3月26日）
- 白い巨塔（2003年10月 - 12月、フジテレビ） - 林田加奈子 役
- ビギナー 第10話（2003年12月8日、フジテレビ） - 渡辺由紀（警察官） 役
- 古畑任三郎 全て閣下の仕業（2004年1月3日、フジテレビ） - 川北早苗 役
- 犬神家の一族（2004年4月3日、フジテレビ） - 青沼菊乃 役
- ワンダフルライフ（2004年4月 - 6月、フジテレビ） - 矢島咲子 役
- 君が想い出になる前に（2004年7月 - 9月、関西テレビ・フジテレビ） - 阿久津順子 役
- 大奥 第一章（2004年10月 - 12月、フジテレビ） - 鷹司孝子 役
  - 大奥 第一章 スペシャル〜桜散る〜（2005年4月8日）
- ディビジョン1 ステージ7『東京ミチカ』（2004年10月 - 11月、フジテレビ） - レイ 役
- さよなら、小津先生スペシャル（2004年11月26日、フジテレビ）
- X'smap〜虎とライオンと五人の男〜（2004年12月25日、フジテレビ） - ジュニアの秘書 役
- 優しい時間 第6話（2005年2月17日、フジテレビ） - 五木 役
- 金曜エンタテイメント 天国へのカレンダー（2005年5月20日、フジテレビ） - 安西恵理 役
- 積木くずし 〜あの家族、その後の悲劇〜（2005年9月2日・3日、フジテレビ） - 田宮光子 役
- 金曜エンタテイメント 蓮丈那智フィールドファイルI 「凶笑面」（2005年9月16日、フジテレビ） - 蓮丈那智 役
- 世にも奇妙な物語 「影武者」（2005年10月4日、フジテレビ） - 千代姫 役
- おかしなふたり（2006年1月3日・4日、フジテレビ） - 吉嶋奈津子 役
- アンフェア（2006年1月 - 3月、関西テレビ・フジテレビ） - 牧村紀世子 役
- 不信のとき〜ウーマン・ウォーズ〜 第8話（2006年8月24日、フジテレビ） - 神山沙織 役
- 大奥スペシャル〜もうひとつの物語〜（2006年12月29日、フジテレビ） - お古牟の方（後の法心院） 役
- 拝啓、父上様（2007年1月 - 3月、フジテレビ） - 浮葉 役
- 黒部の太陽（2009年3月21日・22日、フジテレビ） - 母親 役
- 松本清張生誕100年記念作品『駅路』（2009年4月11日、フジテレビ） - 福村よし子 役
- 2夜連続 松本清張スペシャル『球形の荒野』（2010年11月26日・27日、フジテレビ） - 芦村節子 役
- ストロベリーナイト ドラマレジェンド（2012年1月6日、フジテレビ）
- 松本清張没後20年特別企画『市長死す』（2012年4月3日、フジテレビ） - 藤島芳子 役
- 終戦記念スペシャルドラマ・命ある限り戦え、そして生き抜くんだ（2014年8月15日、フジテレビ） - 中川光枝 役
- 赤と黒のゲキジョードラマスペシャル・黒い看護婦（2015年2月13日、フジテレビ） - 安藤康子 役[52]
- 土曜プレミアムスペシャルドラマ・一千兆円の身代金（2015年10月17日、フジテレビ） - 篠田由美 役
- 犯罪症候群 Season1 最終話（2017年5月27日、東海テレビ・フジテレビ） - 矢吹響子 役[53]
- 後妻業（2019年1月22日 - 3月19日、関西テレビ・フジテレビ） - 中瀬朋美 役[54]
- やんごとなき一族（2022年4月21日 - 6月30日、フジテレビ） - 深山久美 役[55][56]

#### その他
- 対岸の彼女（2006年1月15日、WOWOW） - 楢橋静子 役
- なぜ君は絶望と闘えたのか（2010年9月25日・26日、WOWOW） - 西森有紀 役
- 鍵のない夢を見る「石蕗南地区の放火」（2013年9月15日、WOWOW） - 前田笙子 役
- 雨が降ると君は優しい（2017年9月16日配信開始、全8話、Hulu） - 小早川志保 役
- 彼らを見ればわかること（2020年1月11日 - 2月29日、WOWOW） - 富澤瑞希 役[57]

### 映画

#### 1990年代
- パラサイト・イヴ（1997年2月1日、東宝） - 女子研究生 役
- ひみつの花園（1997年2月15日、東宝） - 泳子 役
- 緑の街（1997年、ファー・イースト・クラブ）
- 踊る大捜査線 THE MOVIE（1998年10月31日、東宝） - 看護婦 役
- ワンダフルライフ（1999年4月17日、テレビマンユニオン）
- 催眠（1999年6月5日、東宝）

#### 2000年代
- GO-CON!（2000年6月1日、つんくタウンFILMS） - 綾野美雪 役
- DISTANCE（2001年5月26日、「DISTANCE」製作委員会） - 老人ホームの看護婦 役
- 花とアリス ショートフィルム（2003年、WEB配信）
- 花とアリス（2004年3月13日、東宝） - 堤ユキ 役
- SURVIVE STYLE5+（2004年9月25日、東北新社） - 客室乗務員 役
- 感染（2004年10月2日、東宝） - 立花七恵 役
- 笑の大学（2004年10月30日、東宝） - お宮 役
- いぬのえいが（2005年3月19日、ザナドゥー） - 香織の母 役
- 電車男（2005年6月4日、東宝） - みちこ 役
- バースデー・ウェディング（2005年6月11日、タキコーポレーション） - 千晴の母 役
- 日本沈没（2006年7月15日、東宝） - 倉木佳美 役
- 大奥（2006年12月23日、東映） - 法心院 役
- スターフィッシュホテル（2007年2月3日、ファントム・フィルム） - ちさと 役
- 怪談（2007年8月4日、松竹） - お園 役[58]
- ぐるりのこと。（2008年6月7日、ビターズ・エンド） - 佐藤翔子 役
- 沈まぬ太陽（2009年10月24日、東宝） - 鈴木夏子 役
- ゼロの焦点（2009年11月4日、東宝） - 田沼久子 役

#### 2010年代
- 東京島（2010年、ギャガ） -  清子 役
- これでいいのだ!!映画★赤塚不二夫（2011年4月30日、東映） - 赤塚トシ子（赤塚不二夫夫人） 役
- 夜明けの街で（2011年10月8日、角川映画） - 渡部有美子 役
- ウタヒメ 彼女たちのスモーク・オン・ザ・ウォーター（2012年2月11日、東京テアトル） - かおり 役
- MY HOUSE (2012年5月26日) - トモコ 役
- 夢売るふたり（2012年9月8日、アスミック・エース） - 木下滝子 役
- 千年の一滴 だし しょうゆ（2015年1月2日） - 語り
- 花とアリス殺人事件（2015年2月20日劇場アニメーション作品） - 堤ユキ 役
- くちびるに歌を（2015年2月28日、アスミック・エース） - 桑原照子 役
- バースデーカード（2016年10月22日、東映） - 沙織 役[59]
- 金メダル男（2016年10月22日、ショウゲート） - 亀谷頼子 役[60]
- RANMARU 神の舌を持つ男（2016年12月3日、松竹） - 武田竜胆 役
- ねこあつめの家（2017年4月8日、AMGエンタテインメント） - 洋子 役[61]
- 望郷（2017年9月16日、エイベックス・デジタル）[21] - 田山佐代子 役
- ユリゴコロ（2017年9月23日、東映） - 細谷 役[62]
- あゝ、荒野（2017年10月7日、スターサンズ） - 京子 役[63]
- おもてなし（2018年3月3日、松竹） - 木村先生 役[64]

#### 2020年代
- グッドバイ〜嘘からはじまる人生喜劇〜（2020年2月14日、キノフィルムズ） - 田島静江 役
- 一度死んでみた（2020年3月20日、松竹） - 野畑百合子 役[65]
- バイプレイヤーズ 〜もしも100人の名脇役が映画を作ったら〜（2021年4月9日、東宝映像事業部） - 木村多江 役[66]
- MIRRORLIAR FILMS Season1「INSIDE」（2021年9月17日、イオンエンターテイメント）
- あなたの番です 劇場版（2021年12月10日、東宝） - 榎本早苗 役[67]
- 前科者（2022年1月28日、日活・WOWOW） - 宮口エマ 役
- コットンテール（2024年3月1日、ロングライド） - 明子 役[68][69]
- 映画 マイホームヒーロー（2024年3月8日、ワーナー・ブラザース映画） - 鳥栖歌仙 役[48][70]
- 九十歳。何がめでたい（2024年6月21日、松竹） - 吉川麻里子 役[71]
- 盤上の向日葵（2025年10月31日公開予定、ソニー・ピクチャーズ エンタテインメント / 松竹） - 唐沢美子 役[72]
- 映画ラストマン -FIRST LOVE-（2025年12月公開予定、松竹） - デボラジーン・ホンゴウ 役[73]

### 教養番組
- 31報道ステーション（テレビ朝日）特集「さよなら」ナレーション、2007年から半年間）
- ハイビジョン特集「千の風になって」（2006年、NHK-BShi）出演、ナレーション
- ETV特集「“生”のかたち 〜難病患者たちのメッセージ〜」（2007年2月24日、NHK Eテレ） - 朗読[74]
- にっぽん紀行「巣立ち支えるメロディー〜愛知・岡崎市 5人だけの小学校〜」（2010年3月24日、NHK） - 案内人
- 美の壺（2014年4月 - 、NHK Eテレ・NHK BS［旧NHK BSプレミアム］） - ナレーション、たまに出演（スペシャル「有田焼400年 器の宇宙」[75] 2016年4月23日、スペシャル「日本の避暑地」[76] 2019年7月19日、スペシャル「江戸前の味」[77] 2023年7月26日、スペシャル「城」[78] 2023年11月11日、スペシャル「京都の奥座敷」[79] 2024年2月24日、スペシャル「国宝」[80] 2024年4月6日、スペシャル「寺」[81] 2024年11月23日、スペシャル「日本の匠」[82]2025年3月27日）
- チコちゃんに叱られる! (2018年9月 - 、NHK総合) - 一人芝居シリーズ (2018年9月7日 蚊[83][84]、2019年1月4日 ホコリ[85][84]、2019年11月15日 インフルエンザウイルス[86][84]、2021年4月30日 シャボン玉[87][84]、2022年5月27日 からし[88][84]、2023年10月13日 イチョウ(銀杏)[89]、2025年4月11日 毛[90][91]）
- NHK高校講座（理科）「科学と人間生活」全20回（2021年4月8日 - 2022年2月24日、NHK Eテレ）[92]
- SWITCHインタビュー 達人達「木村多江×佐藤則武」（2021年5月8日、NHK Eテレ）[93]
- 武将温泉～名将の陰に名湯あり～（#1: 2021年12月11日[94]、#2: 2023年5月13日[95]、NHK BSプレミアム・BS4K） - ナビゲーター（女将）
- 木村多江の、いまさらですが…（NHK Eテレ、2022年3月24日・8月6日、2023年4月24日 - ） - 編集長[96]
- きょうの料理（2022年7月15日、NHK総合、同年7月20日、Eテレ）[97] - 講師
- NHK俳句（2022年10月23日、NHK Eテレ）[98] – ゲスト[99]、土曜ドラマ「一橋桐子の犯罪日記」とのコラボ企画
- 文豪温泉～名作の陰に名湯あり～（2023年1月2日、NHK-BSプレミアム・BS4K[100] 、2023年12月17日、パ―トII NHK-BS・BS4K[101]）- ナビゲーター（文豪温泉女将）[102] [103]
- 武将温泉（NHK BSプレミアム・BS4K）[104] - ナビゲーター（女将）
  - 「徳川家康編」（2023年1月4日）、「武田信玄編」（2023年5月1日）
- ハートネットTV 眠れぬ夜はAIさんと（2023年9月26日、NHK Eテレ）[105] - ゲスト回答者
- あなたの知らない京都旅「私だけの憩いの京都　〜路地・名刹・おばんざい〜」（2025年7月10日、 BS朝日）- 旅人

### ドキュメンタリー
- グラン・ジュテ 私が跳んだ日（NHK教育、2011年11月3日）
- 人間国宝 能楽師 パリでマリー・アントワネットを舞う（BS朝日、2020年1月2日） - ナビゲーター
- テレメンタリー 74歳からの学び直し〜山口自主夜間中学校の1年〜（テレビ朝日、2023年6月3日）- ナレーター[106]
- こころの時代「命の声を届ける　作家・市川沙央」（2025年4月6日、NHK Eテレ）- 朗読[107]

### バラエティ
- 豪華ゲストを手作り料理でおもてなし! 木村多江のおしゃべりな食卓（2019年4月21日、BSテレ東）[19]
- LIFE!〜人生に捧げるコント〜（NHK総合、2020年3月19日[108]、LIFE! 夏: 2021年7月9日[109]、LIFE! 秋: 2023年10月19日[110]）
- お笑い二刀流 MUSASHI（2020年11月3日、テレビ朝日） - 特別MC[111]
- アナザースカイ（2024年1月13日、日本テレビ） - ゲスト[112]
- A-Studio+（2024年3月8日、TBSテレビ） - ゲスト[113]
- ワルイコあつまれ（2024年6月18日、NHK総合） - 推古天皇 役[114]
- おしゃれクリップ（2024年8月18日、日本テレビ） - ゲスト[115]
- ララLIFE（2025年3月7日、TBSテレビ） - ゲスト（テーマ：江戸切子を作ろう）[116]

### CM
- コスモ石油（1997年）
- 資生堂
- 家庭教師のトライ
- 日本航空
- 花王
- 明治製菓
- 三菱自動車工業（2002年）
- スカイパーフェクTV!
- 田崎真珠
- 月桂冠
- ヤマハ発動機
- イオン化粧品
- グラクソ・スミスクライン（うつ病喚起）
- 江崎グリコ
- ネスレ日本
- アサヒ
- サントリー
- ユニバーサルミュージック（2007年）
- ミツカン 味ぽん（2010年）
- ソフトバンクモバイル（2010年）
- ユーキャン（2011年）
- 大塚製薬（2011年）
- LIXIL（2011年）
- 江崎グリコ OTONA GLICO アーモンドピーク（2011）
- 日本郵便「ゆうパック」（2014年9月 - ）[117]
- ビーグリー「まんが王国」（2015年）[118]
- HOYA「HOYALUX」（2015年12月 - ）[119]
- ファミリーマート「ファミチキ」（2019年）[120]
- アフラック「ちゃんと応える医療保険EVER」（2019年）[121]
- 森永乳業「森永アロエヨーグルト アロエの力」（2019年10月 - ）[122]
- ブックオフコーポレーション「ブックオフ」（2020年11月 - ）[123]
- リクルート「Airシフト」（2021年10月 - ）[124]
- ハウス食品「プロクオリティビーフカレー」（2022年9月 - ）[125]

### ミュージックビデオ
- T.M.Revolution『魔弾 〜Der Freischutz〜』（木村多恵名義）

### 舞台
- 美少女戦士セーラームーン（1995年 - 1996年、サンシャイン劇場 他） - フィッシュ・アイ 役
- 大奥 第一章（2011年、明治座,中日劇場） - お江与 役
- ボクの妻と結婚してください。（2014年、天王洲 銀河劇場） - 三村彩子 役
- トム・プロジェクト プロデュース 木村多江ひとり芝居『エンドロール』（2015年6月、赤坂レッドシアター 他）[126]
- ブラッケン・ムーア〜荒地の亡霊〜（2019年8月14日 - 27日予定、シアタークリエ） - エリザベス 役[127]
- 台風23号（2024年10月5月 - 11月9日、THEATER MILANO-Za 他）[128]

### ラジオ
- Sound Library〜世界にひとつだけの本〜（2010年 - 、JFN）
- 夏の夜の朗読音楽会 小川未明「月夜とめがね」（2019年8月16日、NHKラジオ第1放送） - 朗読[129]
- 冬の朗読音楽会（2021年12月28日、NHK-FM） - 朗読[130]

### テレビアニメ
- 大人女子のアニメタイム「どこかではないここ」（2013年3月24日、BSプレミアム） - 真穂

### 配信ドラマ
- 忍びの家 House of Ninjas（2024年2月15日 - 、Netflix） - 俵陽子 役[131][132][133]
- フクロウと呼ばれた男（2024年4月24日 - 5月8日、Disney+） - 長谷川スミコ 役[134]
- 幸せカナコの殺し屋生活（2025年2月28日、DMM TV）[135]

## 作品

### 書籍

#### 写真集
- 余白、その色。（2004年1月24日、ワニブックス、撮影：小池伸一郎）ISBN 4-8470-2791-4
- 秘色の哭（ひそくのね）（2006年11月29日、ワニブックス、撮影：熊谷貫）ISBN 4-8470-2974-7

#### エッセイ
- かかと（2010年4月2日、講談社）ISBN 978-4-06-216178-7

### DVD
- 台湾瞬色（たいわんしゅんしょく）

## 受賞歴
2008年
- 第23回高崎映画祭最優秀主演女優賞（『ぐるりのこと。』）
- 第51回ブルーリボン賞主演女優賞（『ぐるりのこと。』）
- 第4回おおさかシネマフェスティバル主演女優賞（『ぐるりのこと。』）
- 第13回日本インターネット映画大賞主演女優賞（『ぐるりのこと。』）
- 第18回東京スポーツ映画大賞主演女優賞（『ぐるりのこと。』）
- 第32回日本アカデミー賞最優秀主演女優賞（『ぐるりのこと。』）

2010年
- 第33回日本アカデミー賞優秀助演女優賞（『ゼロの焦点』）

2018年
- VOGUE JAPAN Women of the Year 2017
- 第27回日本映画批評家大賞助演女優賞（『ユリゴコロ』）
- 第12回コンフィデンスアワード・ドラマ賞助演女優賞（『あなたには帰る家がある』）

2019年
- 第17回クラリーノ美脚大賞2019オーバーフォーティー部門